# Зубковская, Оксана Владимировна
Оксана Владимировна Зубковская (род. 15 июля 1981, Мена) — украинская легкоатлетка, заслуженный мастер спорта Украины. Рекордсменка мира в прыжках в длину среди спортсменов с нарушениями зрения. Занимается лёгкой атлетикой в Киевском городском центре «Инваспорт».

## Биография
Зубковская училась в Менской городской средней школе им. Т. Шевченко. Заниматься спортом начала после воспитательного часа, когда классный руководитель Ирина Гетьман пригласила на встречу с учениками тренера спортивного общества «Колос» Надежду Таратухину. До этого Оксана занималась танцами, а ещё выжигала по дереву.
Четыре года тренировалась под руководством Надежды Таратухиной. Уже в десятом классе дважды выполнила норматив кандидата в мастера спорта по прыжкам в длину и высоту, завоевала звание чемпионки Украины в своей возрастной категории, установила новый рекорд области среди взрослых в прыжках в высоту, преодолев 1 м 75 см. После этого два раза его улучшала и довела до 1 м 83 см. Важной оказалась победа в прыжках в длину на Всеукраинских сельских спортивных играх. Одновременно с вручением золотой медали тренер Валерий Грядунов пригласил Зубковскую на учёбу в Броварской спортивный интернат. Она согласилась, так как хотела иметь нормальные условия для тренировки. Там окончила 11 класс, а потом ещё два года училась в Броварском высшем училище физической культуры и спорта, прыгала в высоту. Выиграла чемпионат Украины по этому виду спорта, а в прыжках в длину заняла третье место. Затем подала документы в Национальный университет физического воспитания и спорта Украины, но вступила туда только со второй попытки. Подвело зрение, медицинская комиссия не смогла сразу дать добро на обучение.

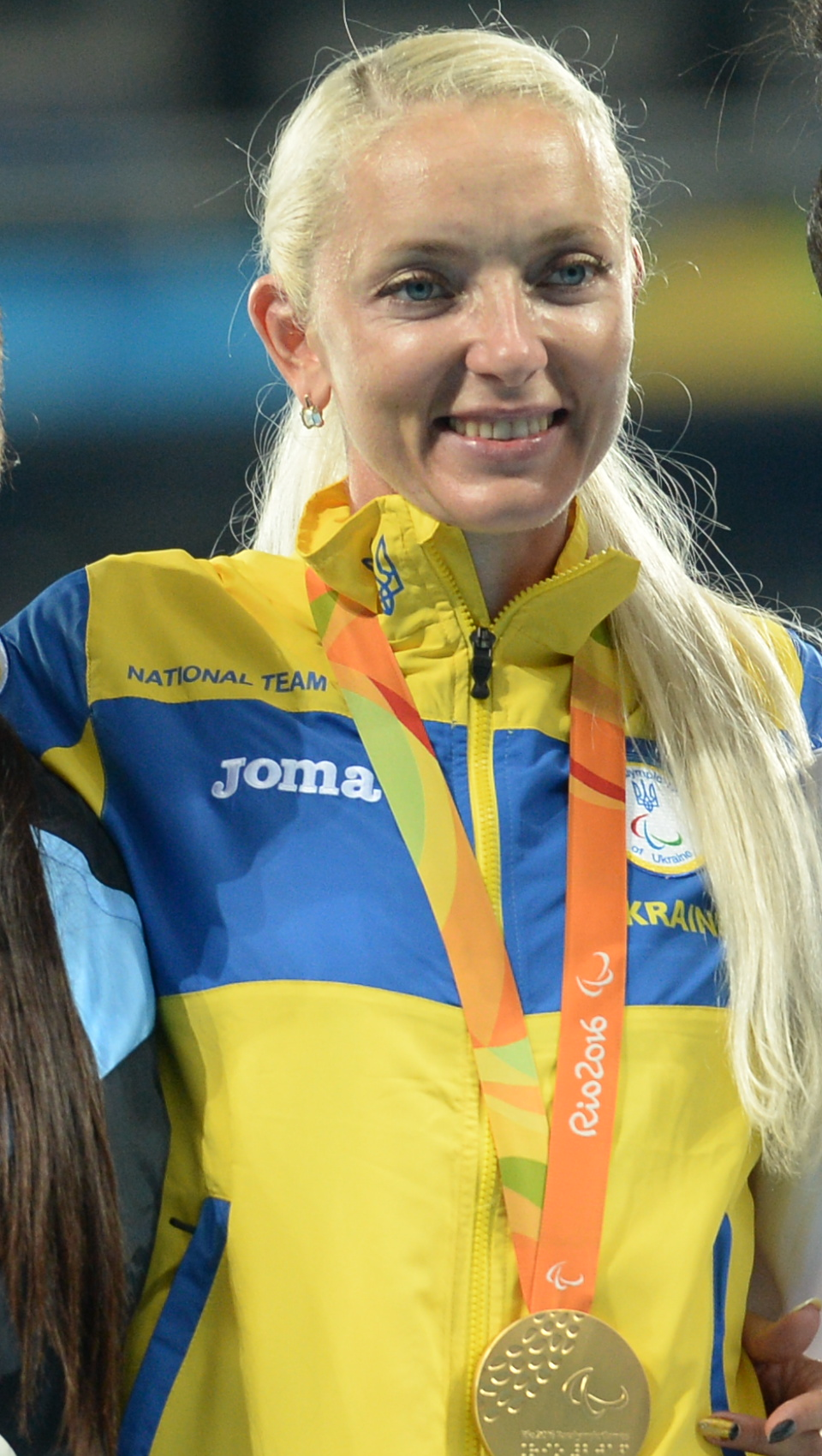
Зубковская на подиуме Паралимпиады 2016

На чемпионате мира 2007 года в Бразилии победила в прыжках в длину, за что и получила золотую медаль и звание мастера спорта международного класса. Через год завоевала золото в прыжках в длину на Паралимпиаде в Пекине и установила мировой рекорд — 6 м 28 см, на Играх в Лондоне повторила свой успех, улучшив рекорд до 6 м 60 см. Кроме того, она ещё три раза выигрывала чемпионат мира по прыжкам в длину: в 2011 году в Турции (также стала серебряным призёром в беге на 100 м), в 2013 году во Франции, в 2015 году в Катаре.
На Паралимпиаде 2016 года в Рио-де-Жанейро снова завоевала золотую медаль, была награждена орденом «За заслуги» I степени, став полным кавалером награды. На чемпионате мира по лёгкой атлетике 2019 года в ОАЭ завоевала золотую награду в прыжках в длину (Т12). Зубковская прыгнула на 5,73 м. На Паралимпиаде 2020 года в Токио повторила свой успех, была награждена орденом княгини Ольги III степени.
1 сентября 2024 года Оксана Зубковская завоевала вторую золотую медаль для Украины на Паралимпийских играх 2024 — одержала победу с результатом 5,78 м. В борьбе за первое место Оксана Зубковская обошла испанку Сару Мартинес (5,40 м) и алжирку Линду Хамри (5,30 м). За успешное выступление на Паралимпиаде награждена орденом княгини Ольги II степени.
После пекинской Паралимпиады Зубковская вышла замуж, супруг Тарас — акробат, у пары есть сын Иван. Когда Зубковская готовилась к Играм в Лондоне, за сыном смотрела мать спортсменки, Лариса Николаевна.